# Коричневый соус
Кори́чневый со́ус (фр. Sauce brune) — один из основных, классических соусов во французской кухне, который имеет много вариаций.
В классической французской кухне коричневый соус — это, как правило, соус с мясной основой (на бульоне), выпаренный, иногда с добавлением ру, похожий на подливу. Примерами коричневого соуса является соус эспаньоль и демиглас, существуют и другие его разновидности.

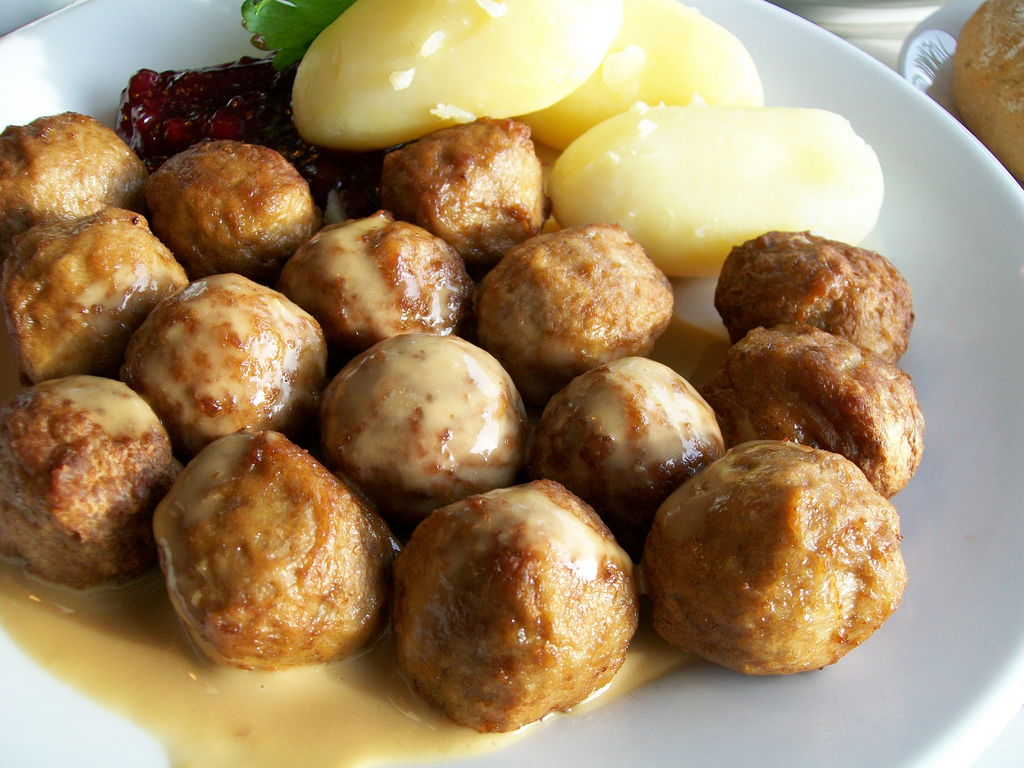
Шведские фрикадельки в коричневом соусе, поданные в IKEA

## Скандинавия
В датской кухне коричневый соус (brun sovs) является очень распространённым и относится к соусу с мясной основой (сегодня часто заменяется бульоном, приготовленным из бульонных кубиков). Загущен с помощью ру, иногда окрашен карамелизированным сахаром, (brun kulør или madkulør). Вариации включают грибной соус, луковый соус и коричневый травяной соус.
Норвежский вариант (brun saus) готовят так же, как и датский коричневый соус, обычно из пшеничной муки. Соус окрашивают, сначала подогрев сливочное масло на сковороде, а затем добавив пшеничную муку и дав ему ещё больше потемнеть. Иногда добавляют пищевой краситель (sukkerkulør, буквально «сахарный краситель»), соевый соус и сыр брюнуст. Соус может приобретать разные вкусы в зависимости от подаваемого мяса, так как мясо обычно готовят некоторое время в соусе перед подачей на стол.
В Швеции (brunsås) и Финляндии (ruskeakastike) фрикадельки (тефтели), как правило, подаются со светло-коричневым соусом, приготовленным таким же образом, как соус эспаньоль, но он более светлый и жидкий вследствие добавления сливок. Приправлен чёрным и душистым перцем, соевым соусом, желе из чёрной смородины, яблочным соусом, луком, горчицей, томатным пюре или другими ингредиентами для аромата. Доступен в магазинах в готовом виде или в сухом.